# Пуласкі (округ, Арканзас)
Шаблон:StateAbbr_ 34°44′32″ пн. ш. 92°17′09″ зх. д. / 34.742222222222° пн. ш. 92.285833333333° зх. д.
Округ Пуласкі (англ. Pulaski County) — округ (графство) у штаті Арканзас. Ідентифікатор округу 05119.

## Історія
Округ утворений 1818 року.

## Демографія
За даними перепису
2000 року
загальне населення округу становило 361474 осіб, зокрема міського населення було 315796, а сільського — 45678.
Серед мешканців округу чоловіків було 173200, а жінок — 188274. В окрузі було 147942 домогосподарства, 95679 родин, які мешкали в 161135 будинках.
Середній розмір родини становив 2,98.
Віковий розподіл населення поданий у таблиці:
| Стать    | До 15 років | 15-21 | 22-29 | 30-39 | 40-49 | 50-65 | 65-85 | Понад 85 |
| -------- | ----------- | ----- | ----- | ----- | ----- | ----- | ----- | -------- |
| Чоловіки | 38696       | 17356 | 21661 | 26950 | 26822 | 25861 | 14484 | 1370     |
| Жінки    | 37342       | 16712 | 22644 | 27966 | 29356 | 28683 | 21873 | 3698     |

## Суміжні округи
- Фолкнер — північ
- Лоноук — схід
- Грант — південь
- Джефферсон — південь
- Салін — захід
- Перрі — північний захід
- Little Rock Central High School National Historic Site[en]
- I-30 Speedway

## Виноски
1. ↑  U.S. Decennial Census. United States Census Bureau. Процитовано 27 серпня 2015.
2. ↑  Historical Census Browser. University of Virginia Library. Архів оригіналу за 11 серпня 2012. Процитовано 27 серпня 2015.
3. ↑  Forstall, Richard L., ред. (27 березня 1995). Population of Counties by Decennial Census: 1900 to 1990. United States Census Bureau. Процитовано 27 серпня 2015.
4. ↑  Census 2000 PHC-T-4. Ranking Tables for Counties: 1990 and 2000 (PDF). United States Census Bureau. 2 квітня 2001. Процитовано 27 серпня 2015.
5. ↑  State & County QuickFacts. United States Census Bureau. Архів оригіналу за 7 червня 2011. Процитовано 22 квітня 2016.(англ.) Наведено за англійською вікіпедією.
6. ↑  American FactFinder. Бюро перепису населення США. Архів оригіналу за 26 лютого 2012. Процитовано 31 січня 2008.

| США | Це незавершена стаття з географії США. Ви можете допомогти проєкту, виправивши або дописавши її. |